# William Few
William Few (jr.) (Maryland, 8 juni 1748 - Fishkill Landing (New York), 16 juli 1828) was een Amerikaans politicus. Hij was senator namens de staat Georgia en een van de ondertekenaars van de Amerikaanse grondwet.

## Levensloop
Few groeide op in het boerenbedrijf. Hij onderwees zichzelf in de rechten. Zijn familie behoorden tot de Regulators, een beweging die zich vooral verzette tegen de vele economische restricties die de boeren door de Britse overheid kregen opgelegd. In 1771 kwam het tot een gewapend treffen tussen de boeren en de militie van North Carolina. De boeren werden overweldigend verslagen. Een van Fews’ broers, James, werd opgehangen. De familie vluchtte naar Georgia, terwijl Few achterbleef om de familiezaken te behartigen.
Dit soort incidenten leidde tot een groeiend wantrouwen onder de boeren tegen de Britse koloniale macht. Nieuwe belastingmaatregelen deed Few besluiten om zich te voegen bij de een compagnie van de vrijwillige militie die werd gevormd. In 1775 vertrok hij echter naar Georgia, omdat hij de familiezaken in North Carolina verder had afgehandeld. Daar opende Few een advocatenkantoor en voegde zich bij een lokaal regiment dat onder het bevel van zijn oudere broer Benjamin stond. Few hield zich vooral bezig met het opleidingsproces van nieuwe rekruten. Het regiment kwam pas in 1778 in actie toen het bedreigd werd door Britse troepen die vanuit Florida oprukten.
Het gevecht liep uit op een grote nederlaag voor de militie van Georgia. Slechts de helft van de manschappen keerde levend naar huis terug. Aan het einde van het jaar hadden de Britten Savannah, Georgia veroverd. In het leger maakte Few intussen wel carrière. Hij bracht het tot plaatsvervangend commandant van de militie van Georgia. In het jaar daarna bleef de situatie onrustig. Het lukte de Britten niet om Georgia uit te bouwen tot een stabiele uitvalsbasis. Few koos voor een guerrilla-achtige manier van oorlog voeren en hield veel troepen vastgepind die de Britten liever op andere plaatsen hadden ingezet. In 1780 wisten de Amerikanen onder leiding van generaal Nathanael Greene de Britten geheel uit Georgia te verjagen.
Zijn rijzende ster zorgde er ook voor dat Few werd gekozen in het Huis van Afgevaardigden van de staat Georgia. Namens Georgia werd hij in 1780 afgevaardigd naar het Continental Congress. In 1787 nam hij deel aan de Constitutional Convention waar een nieuwe grondwet werd opgesteld. Bij de discussies daarover was Few een ferm voorstander van een sterke centrale overheid.
Na de vestiging van de Senaat was hij een van de eerste leden. Zijn termijn liep af in 1793. Eigenlijk wilde Few zich vervolgens terugtrekken uit de politiek, maar op verzoek van velen diende hij nog een termijn in het Huis van Afgevaardigden van Georgia. In 1796 werd Few benoemd tot rechter. Hij groeide uit tot een voorstander van publiek onderwijs. Daarom was Few ook een van de oprichters van de Universiteit van Georgia.
Op verzoek van zijn vrouw, die daarvandaan kwam, verhuisd Few in 1799 naar Manhattan. Daar verdiende hij de kost als bankier en advocaat. Ook werd hij verkozen in de Wetgevende Vergadering van de staat New York. Vervolgens werkte hij nog negen jaar als gevangenisinspecteur voordat hij met pensioen ging.
Baldwin · Bassett · Bedford · Blair · Blount · Brearley · Broom · Butler · Carroll · Clymer · Daniel · Dayton · Dickinson · Few · Fitzsimons · Franklin · Gilman · Gorham · Hamilton · Ingersoll · Johnson · King · Langdon · Livingston · Madison · McHenry · Mifflin · G. Morris · R. Morris · Paterson · C. C. Pinckney · Pinckney · Read · Rutledge · Sherman · Spaight · Washington · Williamson · Wilson
- Library of Congress Control Number: n85174192
- National Archives and Records Administration: 10568857
- SNAC: w6kt7hnr
- Biographical Directory of the United States Congress: F000100
- Virtual International Authority File: 6371392
- WorldCat: E39PBJvMyvh6bcc6ty4V48VQv3